# Ideopsis eudora
Ideopsis eudora is een vlinder uit de familie Nymphalidae. De wetenschappelijke naam van de soort is, als Hestia eudora, in 1846 voor het eerst geldig gepubliceerd door John Edward Gray.